# Rio Branco Rugby Clube
Il Rio Branco Rugby Clube è una società di rugby a 15 di San Paolo.
Partecipa al Super 10

## Palmarès
- Campionato brasiliano di rugby: 4

1993, 1997, 1998, 2006
- Campionato Paulista di rugby: 6

1993, 1994, 1995, 1997, 2001, 2002